# 羽月村
羽月村（はつきむら）は、鹿児島県伊佐郡にあった村。現在の伊佐市の一部。

## 地理
川内川の上流域で、東を同支流羽月川に接していた。
- 山：紫尾山系

## 歴史
- 1889年（明治22年）4月1日 - 町村制の施行により、北伊佐郡鳥巣村、川岩瀬村、大島村、堂崎村、宮人村、田代村、白木村、金波田村、下殿村が合併して村制施行し、羽月村が発足[1][2]。
- 1897年（明治30年）4月1日 - 伊佐郡に所属[3]。
- 1954年（昭和29年）4月1日 - 伊佐郡大口町、山野町、西太良村と合併して大口市を新設し廃止された[1][2]。

## 著名な出身者
- 吉田正廣 - 吉田拓郎の父で朝鮮史家、郷土史家、朝鮮総督府官吏[4]